# Урхучімахі
Урхучімахі (рос. Урхучимахи) — село Акушинського району, Дагестану Росії. Входить до складу муніципального утворення Сільрада Урхучімахінська.
Населення — 2290 (2010).

## Населення
За даними перепису населення 2002 року в селі мешкало 2000 осіб. В тому числі 997 (49,85 %) чоловіків та 1003 (50,15 %) жінки.
Переважна більшість мешканців — даргинці (100 % від усіх мешканців). У селі переважає північнодаргинська мова.